# Ella Adaïewsky
Ella Adaïewsky, pseudonimo di Sophia Christine Gertrud Elisabeth von Schultz (in ucraino Элла Георгиевна Адаевская?, Ėlla Georgievna Adaevskaja; San Pietroburgo, 22 febbraio 1846 (10 febbraio nel calendario giuliano vigente all'epoca) – Bonn, 29 luglio 1926), è stata una compositrice e musicologa russa.

## Biografia
Ella Adaïewsky, figlia di Georg Julius von Schulz, medico di fama, fu musicista precoce e divenne la pianista alla corte dello zar Alessandro II.
Studiò dapprima col didatta Adolph Henselt e dai quindici anni tenne numerosi concerti anche all'estero.
Studiò Strumentazione e Composizione nel Conservatorio di San Pietroburgo appena fondato da Anton Rubinštejn, dove conobbe Pëtr Il'ič Čajkovskij. In seguito sviluppò rapporti umani e professionali con vari musicisti contemporanei: Berlioz, Gounod, Rossini, Liszt, Brahms e Clara Schumann.
A 24 anni adottò lo pseudonimo con cui è maggiormente nota.
Sua sorella Pauline, stimata pittrice, sposò l'ingegner Theodor Geiger. Loro figlio fu Benno Geiger (1882-1965), animatore di vita culturale a Venezia.
Nel 1882 le due sorelle si trasferirono a Venezia e, d'estate, a Tarcento, dove Ella conobbe il glottologo polacco Jan Baudouin de Courtenay e venne a contatto con le tradizioni popolari friulane e slovene che furono l'oggetto dei suoi studi etnomusicologici.
Dopo il 1911, fino alla morte, visse nel castello di Segenhaus presso Neuwied am Rhein, concessole dalla regina di Romania, Elisabetta di Wied.
Grazie all'associazione «Sergio Gaggia» di Cividale è stata sottratta all'oblio in cui era entrata dopo la morte.

## Opere (selezione)
- Neprigoshaja (opera)
- Zarja